# Põhimaantee 92
De Põhimaantee 92 is een hoofdweg in Estland. De weg loopt van Tartu via Viljandi naar Kilingi-Nõmme en is 122,6 kilometer lang.
De Põhimaantee 92 begint bij Tartu, bij de kruising met de Põhimaantee 2. Daarna loopt de weg om het meer Võrtsjärv heen. Via de stad Viljandi loopt de weg naar het eindpunt Kilingi-Nõmme in de gemeente Saarde. Hier kruist de Põhimaantee 92 de Põhimaantee 6 tussen Pärnu en Valga.

## Geschiedenis
Het nummer van de Põhimaantee 92 behoort tot de serie van de secundaire wegen (12 t/m 95). Tot ongeveer 2000 bestond de weg nog uit twee secundaire wegen. De Tugimaantee 48 liep van Tartu naar Viljandi en de Tugimaantee 56 liep van Kilingi-Nõmme naar Viljandi. Door het samenvoegen van deze routes onder nummer 92 ontstond een hoofdweg tussen Tartu en Pärnu.